# 贝斯科
贝斯科（德語：Beeskow，發音：[ˈbeːskoː] ⓘ，發音：[ˈbɛskɔw]）是德国勃兰登堡州奥得-施普雷县的城市，也是奥得-施普雷县的县治，面积77.82平方千米，2023年12月31日人口为8,272人。